# František Chábera
František Chábera (5. ledna 1912 Landsberg – 21. října 1999 Praha) byl československý vojenský pilot a válečný stíhač.

## Životopis
Vyučil se strojním zámečníkem, poté vstoupil k československému vojenskému letectvu. Po studiích v letech 1930–1932 létal jako stíhač u 2. a 4. leteckého pluku, od roku 1934 pak působil jako zkušební pilot Výzkumného a zkušebního leteckého ústavu v Letňanech. Rovněž sloužil jako instruktor ve škole leteckého dorostu.
V roce 1939 se přidal k odboji a odešel nejprve do Polska a posléze do Francie, kde létal jako stíhací pilot. Během bitvy o Francii sestřelil pět německých letounů jistě a dva pravděpodobně.
Po obsazení Francie nacisty nejprve létal v Severní Africe, později se přesunul do Spojeného království k Royal Air Force. Zde bojoval v bitvě o Británii v 312. československé stíhací peruti, později přešel k 96. a následně 68. peruti nočních stíhačů.
Od roku 1944 sloužil jako dobrovolník v Sovětském svazu, v září až říjnu 1944 pak bojoval ve Slovenském národním povstání jako velitel 2. letky 1. československého stíhacího pluku. Na Slovensku pravděpodobně sestřelil jeden nepřátelský letoun, zničil nebo poškodil 9 nákladních a 2 osobní automobily, jeden tank, baterii minometů a velitelské stanoviště. Po návratu do Sovětského svazu působil ve funkci velitele 1. letky 1. československé smíšené letecké divize v SSSR.
Po válce opět pracoval jako pilot ve Výzkumném a zkušebním leteckém ústavu. V roce 1948 byl zatčen a obviněn údajného z pokusu o útěk. V následném politickém procesu byl odsouzen k pěti letům vězení. Vězněn byl až do roku 1953 na Borech, v pracovním táboře Vojna (uranový důl u Lešetic), Kytíně a poté v Jáchymově. Po propuštění z vězení až do svého odchodu do důchodu pracoval jako elektromontér.
V závěru svého života žil v Litoměřicích, kde se stal čestným občanem města. V prosinci 2009 byl na jeho počest po něm pojmenován nový litoměřický silniční most přes řeku Labe, Most Františka Chábery. Od února 2012 jeho jméno nese i 211. taktická letka Vzdušných sil Armády České republiky.

## Vyznamenání
- Československý válečný kříž 1939, udělen 4×
- Československá medaile Za chrabrost před nepřítelem
- Československá vojenská medaile za zásluhy, II. stupeň
- Československá vojenská medaile za zásluhy, I. stupeň
- Řád Slovenského národního povstání, I. stupeň
- Croix de guerre, francouzský válečný kříž se čtyřmi palmami a zlatou hvězdou
- Řád Milana Rastislava Štefánika, III. třída
- Medaile Za vítězství nad Německem ve Velké Vlastenecké válce 1941–1945[6]
- Pamětní medaile československé armády v zahraničí, se štítkem SSSR
- Pamětní medaile za dobrovolnou službu Svobodné Francii[7]
- Hvězda 1939–1945[8]
- Řád Bílého lva, I. třída – vojenská skupina (in memoriam)